# Свердликове
Свердлико́ве — село в Україні, в Новоархангельській селищній громаді Голованівського району Кіровоградської області. Населення становить 858 осіб.
Розташоване на правому березі річки Синюхи, за 10 км на північний схід від центру громади і за 25 км від залізничної станції Тальне. За сільською радою раніше було закріплено 3406 га сільськогосподарських угідь, у тому числі 3130 га орної землі, 71 га саду.

## Географія
На південному сході від села річка Куций впадає у Синюху.

## Історія
На околиці села виявлено могильник черняхівської культури. Також біля села Свердликове знайдені сліди поселень Київської Русі (ІХ-ХІІ ст.)
Село у 60-х роках XVIII ст. заснували вихідці з Сербії. Одні з перших згадок в документах датовані 1774 р. — академік Петербурзької академії наук Йоган Гільденштейн пише про це поселення у записках «Подорож Єлизаветградською провінцією».
Станом на 1885 рік у колишньому військовому поселенні Торговицької волості Уманського повіту Київської губернії мешкало 1821 особа, налічувалось 311 дворових господарств, існувала православна церква, школа, 2 постоялих будинки та 2 водяних млини.
За переписом 1897 року кількість мешканців зросла до 2747 осіб (1375 чоловічої статі та 1372 — жіночої), з яких 2678 — православної віри.

## Населення
Згідно з переписом УРСР 1989 року чисельність наявного населення села становила 1002 особи, з яких 420 чоловіків та 582 жінки.
За переписом населення України 2001 року в селі мешкало 858 осіб.

### Мова
Розподіл населення за рідною мовою за даними перепису 2001 року:
| Мова       | Відсоток |
| ---------- | -------- |
| українська | 94,52 %  |
| російська  | 5,01 %   |
| вірменська | 0,35 %   |

## Культура
У селі є дев'ятирічна школа, будинок культури, бібліотека з фондом 11 тис. книг, фельдшерсько-акушерський пункт, дитячий садок, 3 магазини, пошта.
У 2011 році було завершено будівництво церкви, яка перебуває під єпархією УПЦ МП. Будівництво ініціював та фінансував уродженець села Григорович Олександр Іванович.

## Мешканці
Серед уродженців села:
- Кравченко Віталій Семенович (нар. 1924) — український художник.
- Студзинський Іван Вікентійович (1887—1966) — український радянський хірург і топографоанатом, доктор медицини, професор, завідувач кафедри оперативної хірургії і топографічної анатомії Київського медичного інституту, а потім Львівського медичного інституту.